# Diocèse de Bui Chu
Le diocèse de Bùi Chu (Dioecesis Buichuensis) est un territoire ecclésial de l'Église catholique au Viêt Nam, suffragant de l'archidiocèse d'Hanoï dans le nord du pays. Son titulaire est depuis 2013 Mgr Tôma Aquinô Vũ Đình Hiệu. Le siège du diocèse se trouve à la cathédrale Notre-Dame-Reine-du-Rosaire de Bùi Chu (vi). Le diocèse est placé sous le patronage de l'Immaculée Conception.

## Territoire

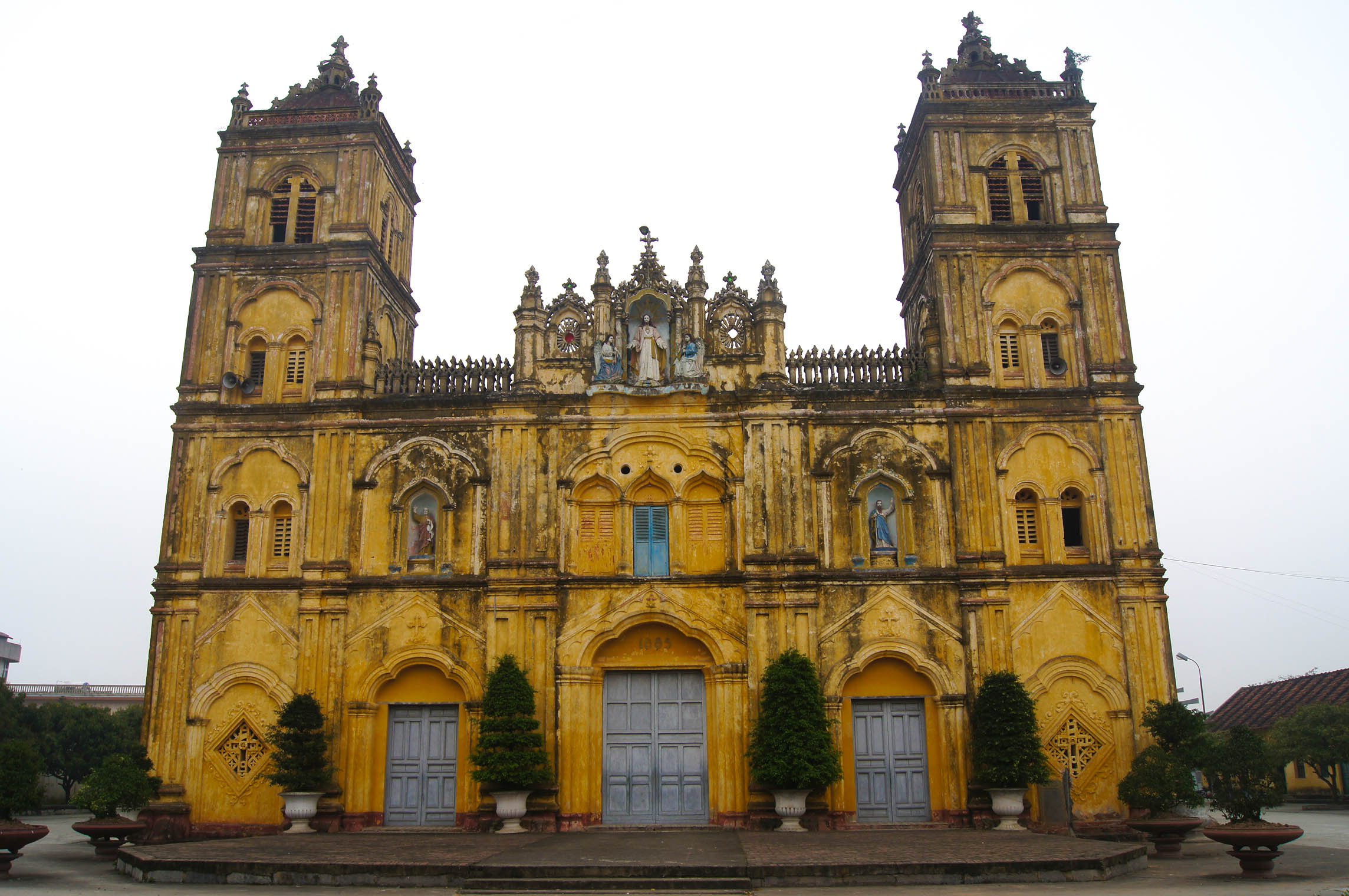
Cathédrale Notre-Dame-Reine-du-Rosaire.

Situé dans l'ancien Tonkin central, le territoire est subdivisé en 129 paroisses. Il possède une basilique mineure, la basilique de l'Immaculée-Conception de Phu Nhai

## Historique
C'est le 5 septembre 1848 que Pie IX érige le vicariat apostolique du Tonkin central, recevant son territoire du vicariat apostolique du Tonkin oriental (aujourd'hui diocèse d'Haïphong). Il est confié aux missionnaires dominicains espagnols. Ceux-ci vont traverser plusieurs décennies de persécutions. Trois des quatre premiers évêques ont subi le martyre et ont été canonisés par Jean-Paul II.
Le vicariat apostolique du Tonkin central prend le nom de vicariat apostolique de Bùi Chu, le 3 décembre 1924.
Le 9 mars 1936, il cède une portion de son territoire à l'avantage du vicariat apostolique de Thái Binh (aujourd'hui diocèse).
Des dizaines de milliers de réfugiés catholiques fuient vers le sud après que le pouvoir Viêt Minh s'implante définitivement dans le nord en 1954.
Le pape Jean XXIII élève le vicariat en diocèse, le 24 novembre 1960 (par la bulle Venerabilium Nostrum), comme les autres vicariats du pays. Le nouveau diocèse traverse alors une période de persécution.

## Ordinaires
- Domingo Martí, O.P. † (18 mai 1847 - 26 août 1852 décédé), évêque titulaire de Tricomie (de)
- Saint Joseph-Marie Díaz Sanjurjo, O.P. † (26 août 1852 - 20 juillet 1857 martyr)
- Saint Joseph-Melchior García-Sampedro Suárez, O.P. † (20 juillet 1857 - 28 juillet 1858 martyr)
- Saint Valentin de Berrio-Ochoa y Aristi, O.P. † (28 juillet 1858 - 1er novembre 1861 martyr)
- Bernabé García Cezón, O.P. † (9 septembre 1864 - novembre 1879)
- Manuel Ignacio Riaño, O.P. † (novembre 1879 - 26 novembre 1884 décédé)
- Máximo Fernández, O.P. † (12 février 1898 - 14 août 1907)
- Pedro Muñagorri y Obineta, O.P. † (14 août 1907 - 17 juin 1936 décédé)
- Dominique Ho Ngoc Cân † (17 juin 1936 - décembre 1948 décédé), premier ordinaire d'origine vietnamienne
- Pierre-Marie Pham-Ngoc-Chi † (3 février 1950 - 24 novembre 1960 nommé évêque de Quy Nhon)
- Joseph-Marie Phâm-Nang-Tinh † (5 mars 1960 - 11 février 1974 décédé)
- Dominique-Marie Lê-huu-Cung † (28 avril 1975 - 12 mars 1987 décédé)
- Joseph Vû Duy Nhât † (12 mars 1987 - 11 décembre 1999 décédé)
- Joseph Hoàng Van Tiem, S.D.B., (4 juillet 2001 - 17 aout 2013 décédé)
- Tôma Aquinô Vũ Đình Hiệu, depuis le 17 août 2013

## Statistiques

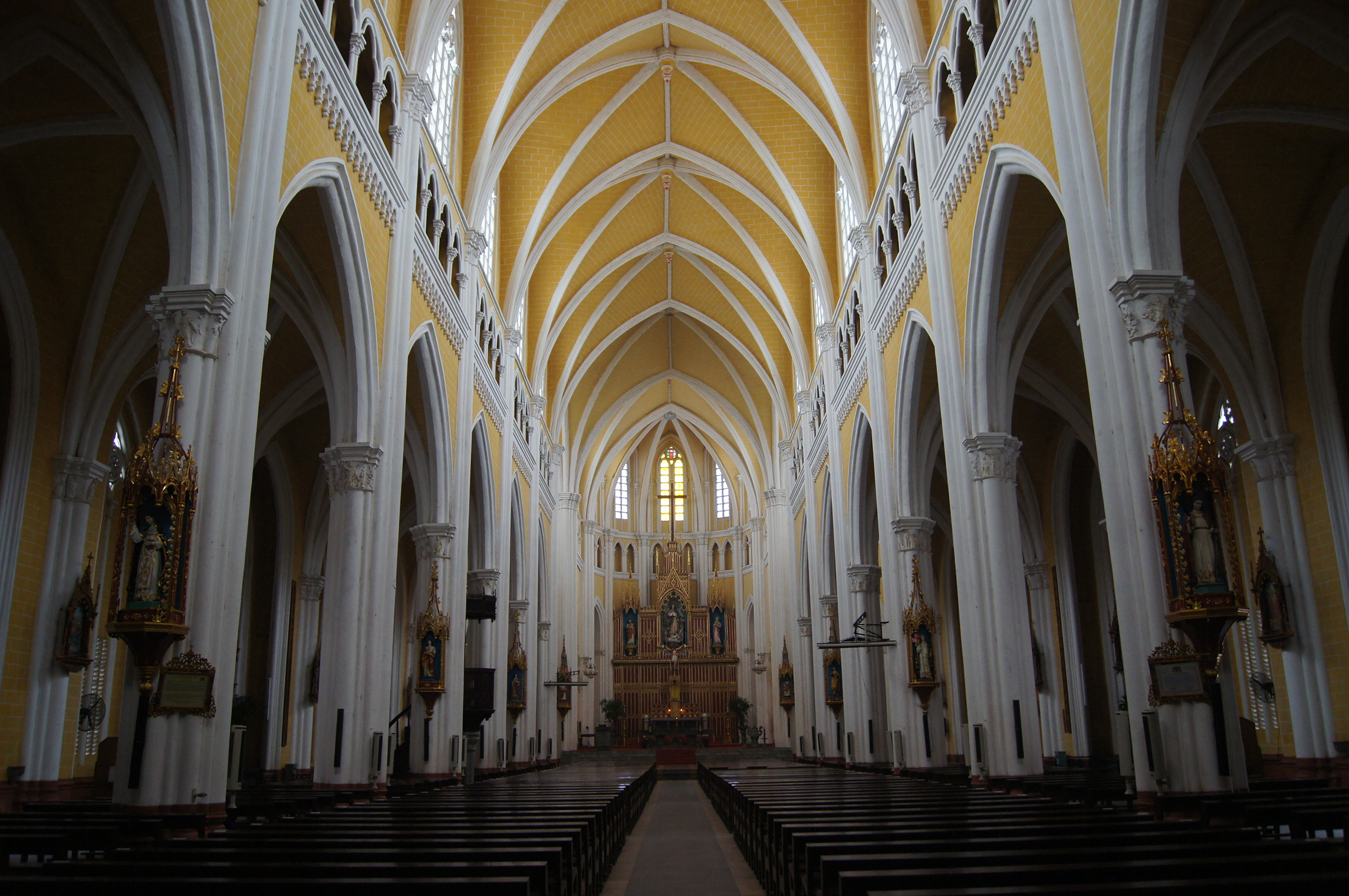
Intérieur de la basilique de Phu Nhai

| année, | baptisés | population totale | pourcentage | prêtres (total) | dont séculiers | dont réguliers | catholiques par prêtre | diacres | religieux | religieuses | paroisses |
| ------ | -------- | ----------------- | ----------- | --------------- | -------------- | -------------- | ---------------------- | ------- | --------- | ----------- | --------- |
| 1950   | 190 329  | 697 009           | 27,3        | 182             | 173            | 9              | 1.045                  |         | 30        | 115         | 305       |
| 1963   | 165 000  | 950 000           | 17,4        | 30              | 30             |                | 5.500                  |         | 1         | 90          | 117       |
| 1999   | 355 864  | 1 100 250         | 32,3        | 49              | 49             |                | 7.262                  |         |           | 327         | 130       |
| 2000   | 349 000  | 1 120 000         | 31,2        | 47              | 47             |                | 7.425                  |         |           | 371         | 130       |
| 2001   | 361 733  | 1 138 270         | 31,8        | 52              | 52             |                | 6.956                  |         |           | 432         | 129       |
| 2003   | 371 500  | 1 350 000         | 27,5        | 74              | 74             |                | 5.020                  |         |           | 421         | 129       |
| 2004   | 380 130  | 1 336 400         | 28,4        | 58              | 58             |                | 6.553                  |         |           | 475         | 129       |
| 2006   | 386 148  | 1 428 658         | 27,0        | 84              | 83             | 1              | 4.597                  |         | 1         | 502         | 129       |
| 2012   | 381 906  | 1 879 000         | 20,3        | 163             | 163            |                | 2.342                  |         |           | 735         | 173       |
| 2015   | 398 084  | 1 218 100         | 32,7        | 185             | 80             | 105            | 2,151                  |         | 105       | 842         | 175       |